# Agostino Doria
Agostino Doria (né v. 1540 à Gênes et mort le 1er décembre 1607 dans la même ville) est le quatre-vingt-troisième doge de Gênes du 24 février 1601 au 25 février 1603.

## Biographie
Fils de Giacomo Doria et Bettina De Franchi, Agostino Doria est né en Gênes vers 1540. La famille - riche, extrêmement riche et descendant de l'amiral Lamba Doria - était composée de trois fils (parmi lesquels Nicolò Doria qui fut doge de Gênes dans les années 1579 - 1581) et de cinq filles.
Agostino Doria est le troisième membre de la famille à occuper la fonction de doge après son frère aîné Nicolò et, auparavant,  son oncle Giovanni Battista Doria dans les années 1537 - 1539.